# 年琴女
年琴女（生没年不詳）とは、明治時代の人物。

## 来歴
月岡芳年の門人。明治31年（1898年）建立の月岡芳年翁之碑に「芳年門人」として「年琴女」という名が見られるが、どのような経歴の人物だったのかは一切不明である。